# Manato Furukawa
Manato Furukawa (japanisch 古川 真人 Furukawa Manato; * 14. November 2001 in der Präfektur Tokio) ist ein japanischer Fußballspieler.

## Karriere
Manato Furukawa erlernte das Fußballspielen in der Schulmannschaft der Jissen Gakuen High School sowie in der Universitätsmannschaft der Kokushikan-Universität. Seinen ersten Vertrag unterschrieb er im Februar 2024 beim Erstligisten Tokyo Verdy. In seiner ersten Spielzeit bestritt er zwei Spiele im Ligapokal. In der Liga kam er nicht zum Einsatz. Im August 2024 wechselte er auf Leihbasis nach Toyama zum Drittligisten Kataller Toyama. Am Ende der Saison 2024 belegte er mit dem Verein den dritten Platz und qualifizierte sich für die Aufstiegsspiele. Hier spielte man im Finale gegen Matsumoto Yamaga 2:2-Unentschieden. Da Katallar in der regulären Spielzeit den dritten Platz belegte, stieg man in die zweite Liga auf.